# Yemba jezik
Yemba jezik (ISO 639-3: ybb), nigersko-kongoanski jezik iz kamerunske provincije Ouest, uz granicu s provincijom Sud-Ouest. Govori ga oko 300 000 osoba.
Jedan je od deset jezika podskupine bamileke, šira skupina mbam nkam Ima dva dijalekta yemba i foreke dschang (dschang, tchang). Pismo: latinica.

## Vanjske poveznice
- Ethnologue (14th)
- Ethnologue (15th)
- The Yemba Language